# Oscar Blanco
Oscar Domingo Blanco Melillo (Zárate, provincia de Buenos Aires, 20 de noviembre de 1948-27 de junio de 2020), más conocido como "Cachín" Blanco, fue un futbolista y director técnico de Boca Juniors de Rojas. Fue entrenador de muchos equipos del ascenso del fútbol argentino logrando buenos resultados en mucho de ellos.[cita requerida]

## Historia

### Como futbolista
Debutó como futbolista profesional en Boca Juniors, luego pasó a Racing Club, más tarde jugaría en equipos de Chile, Ecuador y Honduras, en su regreso al país jugó en All Boys y su último paso como futbolista fue en el ascenso con Deportivo Morón; en este último equipo logró el campeonato del torneo de Primera C 1980.

### Como entrenador
Comienza en 1991 en Santiago Wanderers de Chile
Fue ayudante de campo de Silvio Marzolini en 1995, y luego de su experiencia como segundo, incursionó en soledad en el Fútbol de Ascenso.
Recaló primeramente en Acassuso, luego pasó a San Miguel, donde en 60 partidos jugados, obtuvo el ascenso a la Primera B Nacional, con una efectividad de victorias de 56%. Debido a su exitoso paso por San Miguel, llegó al banquillo de Banfield, donde participó en 46 fechas. Luego continuaría su derrotero por Independiente Rivadavia de Mendoza.
Obtuvo su segundo ascenso con Atlético Rafaela, esta vez un ascenso a Primera, a mediados del 2003. Volvió a la Primera B Nacional para dirigir a Unión de Santa Fe, para luego en mayo de 2004 asumir en San Martín de Mendoza.
En 2005 tuvo su segunda y última  incursión en el exterior, dirigiendo en 2005 al Emelec ecuatoriano, hasta mediados de año, cuando asumió en Huracán de Tres Arroyos en la Primera B Nacional. Se fue de allí en marzo de 2006, para tener un fugaz y mal paso por Almagro.
En marzo de 2007 arreglo en Sportivo Italiano en Primera B para retornar a la dirección técnica, incorporando a Rubén Forestello como ayudante de campo. Logró el ascenso a la B Nacional, mostrando una vez más su talento al dirigir equipos del ascenso. En 2010 tuvo un corto paso por Los Andes en Primera B.
En noviembre del mismo año retornó a uno de los clubes que le guardan más afecto, el Club Deportivo Morón. En octubre de 2011 partió del club por malos resultados presentando la renuncia. Al mes tuvo noticias desde Acassuso, para reemplazar al despedido Marcelo Espina, dirigiendo hasta el final del Campeonato, llegando a disputar la final del reducido después de una excelente campaña lograda una vez más por Cachin, pero que no tuvo el final de siempre, ya que perdieron la final contra Nueva Chicago.
Posteriormente pasaría por el Club Atlético Estudiantes en 2013, para después en junio del 2013 dar la nota al ser incorporado por Textil Mandiyú para dirigir al equipo en el Torneo Federal.
En 2015 sorprendentemente decide hacerse cargo de la dirección técnica de Boca Juniors de Rojas. Un proyecto de los hermanos José y Luis Aladro, dos empresarios de la ciudad de Rojas recordados por su éxito en el emprendimiento de Rojas Scholem, que fue un suceso en el voleibol nacional a inicios de la década del 2000.
Esta decisión seguramente lo aleja ya de los planos del fútbol del ascenso, donde forjó casi toda su trayectoria.

### Fallecimiento
Después de atravesar una dura enfermedad, Oscar Blanco muere en la madrugada del 27 de junio de 2020 a los 71 años. Cumpliendo el deseo que en vida él solicitó a su familia, el 2 de octubre del mismo año, sus cenizas fueron arrojadas en el campo de juego del Club Atlético San Miguel. De esta manera, se selló para la eternidad el afecto mutuo que existió (y existirá siempre) entre él y el conjunto de Los Polvorines.